# Maxim Debusschere
Maxim Debusschere (Roeselare, 10 de junio de 1986) es un ciclista belga que fue profesional de 2008 a 2013. Es el hermano mayor de Jens Debusschere, también ciclista profesional.

## Palmarés
No consiguió ninguna victoria como profesional.